# ATP sintetasa
L'ATP sintetasa o ATP sintasa (E.C. 3.6.3.14) és un complex enzimàtic de membrana que combina la síntesi i/o hidròlisi d'ATP amb el transport de protons a través d'una membrana. Aquests enzims són els responsables de subministrar energia a la cèl·lula sintetitzant adenosina trifosfat (ATP) a partir d'adenosina difosfat (ADP) i fosfat inorgànic amb l'ús d'energia. Aquesta energia s'obté sovint del moviment de protons generat per un gradient electroquímic com el que té lloc de l'espai intermembrana a la matriu mitocondrial del mitocondri del lumen a l'estroma dels cloroplasts. Algunes ATPases treballen en sentit invers, emprant l'energia provinent de la hidròlisi d'ATP per generar un gradient de protons. La reacció global que té lloc és la següent:
Aquests enzims són de crucial importància en tots els organismes atès que l'ATP és la “moneda energètica” principal de les cèl·lules. Tant és així que certs organismes han desenvolupat mecanismes de defensa bloquejant l'ATP sintasa d'altres grups, com el cas de fongs del gènere Streptomyces, que produeixen oligomicina, antibiòtic que inhibeix la unitat F1F0 de la ATP sintasa.

## Classificació
Existeixen diversos tipus d'ATPases que difereixen en la funció (síntesi i/o hidròlisi d'ATP), en l'estructura (F-, V- i A- ATPases segons el tipus de motor rotatori) i en el tipus de transport d'ions.
- F-ATPases (F1F0-ATPases). Són les presents en mitocondris, cloroplasts i membrana plasmàtica de bacteris són el principals productors d'ATP emprant el gradient generat per la fosforilació oxidativa (mitocondri) o fotosíntesi (cloroplasts)
- V-ATPases (V1V0-ATPases). Són les que trobem principalment en vacúols eucariotes, catalitzant la hidròlisi de l'ATP per transportar soluts i reduir el pH dins l'orgànul.
- A-ATPases (A1A0-ATPases). Presents en el grup Archaea, funcionen com les F-ATPases.
- P-ATPases (E1E₂-ATPases). Les trobem en bacteris i en orgànuls i membranes plasmàtiques eucariotes. La seva funció és el transport de diversos ions a través de membranes.
- E-ATPases. Són enzims de superfície que hidrolitzen un ample ventall d'NTPs, incloent l'ATP extracel·lular.

## Subunitats alfa/beta de l'ATP sintasa
Les ATPases o (ATP sintases) són complexos enzimàtics/transportadors iònics integrats a la membrana que combinen la síntesi i/o la hidròlisi d'ATP amb el transport de protons a través de la membrana. Aquests complexos poden obtenir energia a partir d'un gradient de protons, utilitzant el flux d'ions que travessa la membrana per mitjà del canal de protons de les ATPases per dirigir la síntesi d'ATP.
Algunes ATPases treballen en sentit contrari, és a dir, usant l'energia provinent de la hidròlisi d'ATP per generar un gradient de protons.
Hi ha diferents tipus d'ATPases les quals poden diferenciar-se quant a la funció (síntesi o hidròlisi d'ATP), a l'estructura (les ATPases F-, V- i A-, contenen motors de rotació) I en el tipus d'ions que transporten a través d'ells.
- Les F-ATPases (F1F0-ATPases) en el mitocondri, al cloroplast i a les membranes del plasma bacterial són els primers enzims productors d'ATP, utilitzant el gradient de protons generat per la fosforilació oxidativa (al mitocondri) o a la fotosíntesi (cloroplast).
- Les V-ATPases (V1V0-ATPases) són, en primer lloc, trobades a les vacuoles de cèl·lules eucariotes, catalitzant la hidròlisi d'ATP per transportar soluts i pH baix als orgànuls.
- Les A-ATPases (A1A0-ATPases) són trobades a l'Archea I funcionen com les F-ATPases.
- Les P-ATPases (E1E2-ATPases) es troben en bacteris I als orgànuls i membranes plasmàtiques de cèl·lules eucariotes, i la seva funció és transportar una varietat d'ions diferents a través de la membrana.
- Les E-ATPases són enzims de la superfície cel·lular que hidrolitzen una gamma de nucleòsids tifosfat, inclòs l'ATP extracel·lular.

Les subunitats alfa i beta(o A i B) són trobades en els complexos F1, V1, i A1 de les ATPases F-, V- i A- respectivament, així com L'ATPasa flagelar i la terminació del factor Rho. Les F-ATPases (o F1F0-ATPases), les V-ATPases (o V1V0-ATPases) i les A-ATPases (o A1A0-ATPases) estan compostes de dos complexos units: el complex F1, V1 o A1 conté el cor catalític que sintetitza/hidrolitza l'ATP, i el complex F0, V0 o A0 forma el por que travessa la membrana. Les ATPases F-, V- i A- contenen motors rotary, que dirigeix la translocació de protons a través de la membrana i el que dirigeix la síntesi/hidròlisi d'ATP.
A les F-ATPases, hi ha tres còpies de cada subunitat alfa i beta que formen el centre catalític del complex F1, mentre que les subunitats restants (les subunitats gamma, delta i epsilon) formen part dels agregats. Hi ha una regió de fixació del substrat en cada una de les subunitats alfa i beta, aquelles que es troben a les segones són catalítiques, mentre que les primeres són reguladores. Les subunitats alfa i beta formen un cilindre que és connectat a l'agregat central. La subunitat alfa/beta pateix una seqüència de canvis conformacionals dirigits a la formació d'ATP partint d'ADP, el qual ha estat induït per la rotació de la subunitat gamma; aquest moviment és degut al pas de protons a través de la subunitat C del complex F0.
A les V-ATPases, les subunitats alfa, o A, i les subunitats beta, o B, del complex V1 o A1 són homòlogues amb les subunitats Alfa i beta del complex F1 de les F-ATPases, excepte que les subunitats alfa són catalítiques i les beta reguladores.
La subunitat alfa/A i la subunitat beta/B poden, a la vegada, ser dividides en tres regions o dominis, centrats al voltant de la ‘zona' d'anclatge de l'ATP, i basada en l'estructura i la funció. El domini central conté la zona d'ancoratge de residus de nucleòtids que estableix contacte directe amb la molècula d'ADP/ATP.